# 眼鏡蛇 (1986年電影)
《眼鏡蛇》（英語：Cobra）是一部1986年美國動作片，由喬治·柯斯麥托斯執導，席維斯·史特龍編劇兼主演，其他演員包括布里吉·尼爾森、蘭尼·桑托尼、安德魯·羅賓森和布萊恩·湯普森；這也是湯普森首部飾演重要角色的電影。該片改編自寶拉·高斯林的1978年小說《挑逗性遊戲》（Fair Game）；但史特龍的電影劇本最初是根據他在參與《比佛利山超級警探》（1984年）時所構思，他對其劇本進行了重大修改。他曾想讓《比佛利山超級警探》拍成一部不那麼喜劇、更注重動作的電影，但製片廠認為這太昂貴而拒絕；史特龍退出後，改由艾迪·墨菲接任其主角。
《眼鏡蛇》在影評間獲得負評居多，大多批評其類型的過度刻畫上，但在美國上映首週票房排名第一，並在財務上取得了成功。隨著時間的推進，該片獲得了邪典电影的地位。

## 劇情
一名武裝槍手佔領了在洛杉磯的一家超市並當幾名平民作為人質。當他與執法部門之間的談判失敗時，洛杉磯警察局（LAPD）找來了馬里昂·柯布洛迪警督，後者是該機構精銳部門「殭屍特警隊（Zombie Squad）」的成員。代號「眼鏡蛇（Cobra）」的柯布洛迪潛入超市中並與槍手談判；槍手說出了一個來歷未知的組織「新世界（New World）」，以宣揚該崇高的社會達爾文主義激進組織——鄙視現代社會並相信殺死弱者、只剩下最強者和菁英來統治世界。柯布洛迪在嘲諷他後朝他的腹部扔刀並開槍而殺死了槍手。
當人質和屍體從商店中移走時，警探蒙特告誡柯布洛迪無視警察的程序和協議的行徑。柯布洛迪受到記者的騷擾時，反過來告誡他們未能優先考慮潛在受害者的安全。而這場超市驚魂僅僅是城市謀殺案的其中之一，新世界的成員們還在各地犯下多起謀殺。
模特兒兼商人英格麗·克努森在目睹其成員和領導人之後，成為新世界的首要目標，他們的領導人是個被稱為「午夜殺手（The Night Slasher）」的狠角色。從對方手中逃脫的克努森被柯布洛迪和他的夥伴東尼·岡沙勒斯警佐保護性拘留。在克努森數次陷入危機後，柯布洛迪推測，發生在近期的謀殺案都是以相同的犯罪手法作案，而非單一個連環殺手；警局的長官反駁了這一觀點，但LAPD同意讓柯布洛迪帶著克努森離開該城市，以避免再度惹上麻煩。
外出到山上的一間旅館後，克努森和柯布洛迪的關係變得親密。新世界的二把手南希·絲托克臥底成了護送克努森的警官；雖然柯布洛迪對她有所質疑，但他也無法有所作為。絲托克私下對新世界通報了他們的下落。隔天早上，該組織到達後包圍了這個小鎮，並朝柯布洛迪、克努森與岡沙勒斯展開襲擊。在數名成員被殺死後，更多人湧入小鎮。柯布洛迪和克努森開車離開，一路逃到附近的一間鑄造廠。
至此，柯布洛迪已擊敗了大部分新世界成員，而剩下的成員也在進入工廠後一一被柯布洛迪殺死，絲托克也被柯布洛迪拿來擋午夜殺手的子彈後死去。新世界僅剩的午夜殺手開始與柯布洛迪展開一場激烈的近戰；最後，午夜殺手被柯布洛迪刺穿在一個大鉤子上，這把他帶入了熔爐中燒死。
之後，柯布洛迪的部門到達並開始清理城鎮，並將中彈的岡沙勒斯送往醫院。蒙特表示抱歉，但又因不顧警方規章而再次告誡了柯布洛迪，這使柯布洛迪打了他一拳。柯布洛迪向長官要一台新車未成後，他帶著克努森騎上了新世界留下的一輛摩托車揚長而去。

## 演員
- 席維斯·史特龍飾演馬里昂·「眼鏡蛇」·柯布洛迪警督（Lieutenant Marion "Cobra" Cobretti）
- 布莉姬特·尼爾森（英语：Brigitte Nielsen）飾演英格麗·克努森（Ingrid Knudsen）
- 蘭尼·桑托尼（英语：Reni Santoni）飾演東尼·岡沙勒斯警佐（Sergeant Tony Gonzales）
- 安德魯·羅賓森（英语：Andrew Robinson (actor)）飾演蒙特警探（Detective Monte）
- 布萊恩·湯普森飾演午夜殺手（The Night Slasher）
- 約翰·赫茲菲爾德（英语：John Herzfeld）飾演丘（Cho）
- 李·嘉靈頓（英语：Lee Garlington）飾演南希·絲托克（Nancy Stalk）

## 電子遊戲
1986年，Ocean Software將該片製作成一款同名電子遊戲，運行平台為ZX Spectrum、康懋達64及Amstrad CPC。

## 重拍
在2019年5月的第72屆坎城影展上，史特龍表示正在嘗試讓《眼鏡蛇》以串流電視劇的方式重啟。同年9月，他證實將與勞勃·羅里葛茲共同創作該電視劇。

## 外部連結
- 互联网电影数据库（IMDb）上《眼鏡蛇》的资料（英文）
- AllMovie上《眼鏡蛇》的资料（英文）
- TCM电影资料库上《眼鏡蛇》的资料（英文）
- 美国电影学会目录上的《眼鏡蛇》（英文）
- Box Office Mojo上《眼鏡蛇》的資料（英文）